# Passeio Com Johnny Guitar
Passeio com Johnny Guitar é uma curta-metragem portuguesa de 1995, realizada e escrita por João César Monteiro e produzida por Joaquim Pinto. O filme recupera o alter-ego de Monteiro, o personagem João de Deus, protagonista da Teologia de Deus (saga cinematográfica iniciada em Recordações da Casa Amarela) e é evocativo da origem de A Comédia de Deus. Depois de ter uma estreia em 1995 em Portugal, a curta-metragem foi selecionada para o Festival de Cannes, onde estreou a 10 de maio de 1996.

## Sinopse
No Dossier de Imprensa de Passeio com Johnny Guitar, lê-se: "Vindo, sabe Deus de aonde, o senhor João de Deus regressa a casa com um estilhaço na cabeça: trata-se, sem trepanação à vista, de um fragmento da banda sonora do filme chamado Johnny Guitar." Fuma um cigarro e avança por uma típica rua de paralelepípedos lisboeta, dando a boa-noite a outro fumante solitário. 
Silencioso, João de Deus, entra no seu quarto e abre uma janela de onde vê um outro apartamento do lado oposto da rua, onde uma jovem solitária escova os cabelos na cama. As vozes de Vienna e Logan, interpretados por Joan Crawford e Sterling Hayden, explodem no volume máximo de seu aparelho de TV. Contra este pano de fundo, o homem caminha pelo quarto e fuma. A sinopse oficial prossegue: "A cidade amanhece, anunciando outros passeios. Dizem que o senhor Monteiro, alter ego do senhor de Deus, já foi visto a passear com um certo Nicholas Ray."

## Elenco
- João César Monteiro (creditado Max Monteiro), como João de Deus.
- Ana Reis, como Rapariga à janela.[4]

## Equipa técnica
- Realização: João César Monteiro[5]
- Argumento: João César Monteiro
- Produção: Joaquim Pinto.
- Fotografia: Dominique Chapuis
- Edição: João Gabriel Niza
- Som: Henri Maikoff

## Produção
Numa fase inicial das rodagens, A Comédia de Deus começou por ser filmado em scope. Devido a múltiplos problemas e conflitos, o produtor Joaquim Pinto decidiu cancelar a filmagem. Meses depois, o projeto seria reiniciado por completo, com uma nova equipe e novo formato. Contudo, do primeiro momento de produção, o realizador guardou três planos-sequência a partir dos quais editou três curtas-metragens diferentes: Lettera Amorosa, Bestiário ou o Cortejo de Orfeu e Passeio com Johnny Guitar. Todas elas remetem para cenas incluídas na longa-metragem, e retratam o protagonista, João de Deus. 
Passeio com Johnny Guitar em particular, é uma pequena ficção composta por esse material, que seria posteriormente sincronizado com o mais célebre diálogo do filme de Nicholas Ray a que vai buscar o título: Johnny Guitar. É uma produção portuguesa do G.E.R. (Grupo de Estudos e Realizações, Lda) e da Madragoa Filmes de 3:30 minutos, numa bitola de 35 mm. Esta obra integra a saga cinematográfica de César Monteiro, que intitulou Teologia de Deus: composta pelas longas-metragens Recordações da Casa Amarela (1989), A Comédia de Deus (1995), Le Bassin de J.W. (1997), As Bodas de Deus (1999) e Vai e Vem (2003), bem como as curtas-metragens Conserva Acabada (1990), O Bestiário ou o Cortejo de Orfeu (1995), Lettera Amorosa (1995) e Passeio com Johnny Guitar (1995).

## Estética

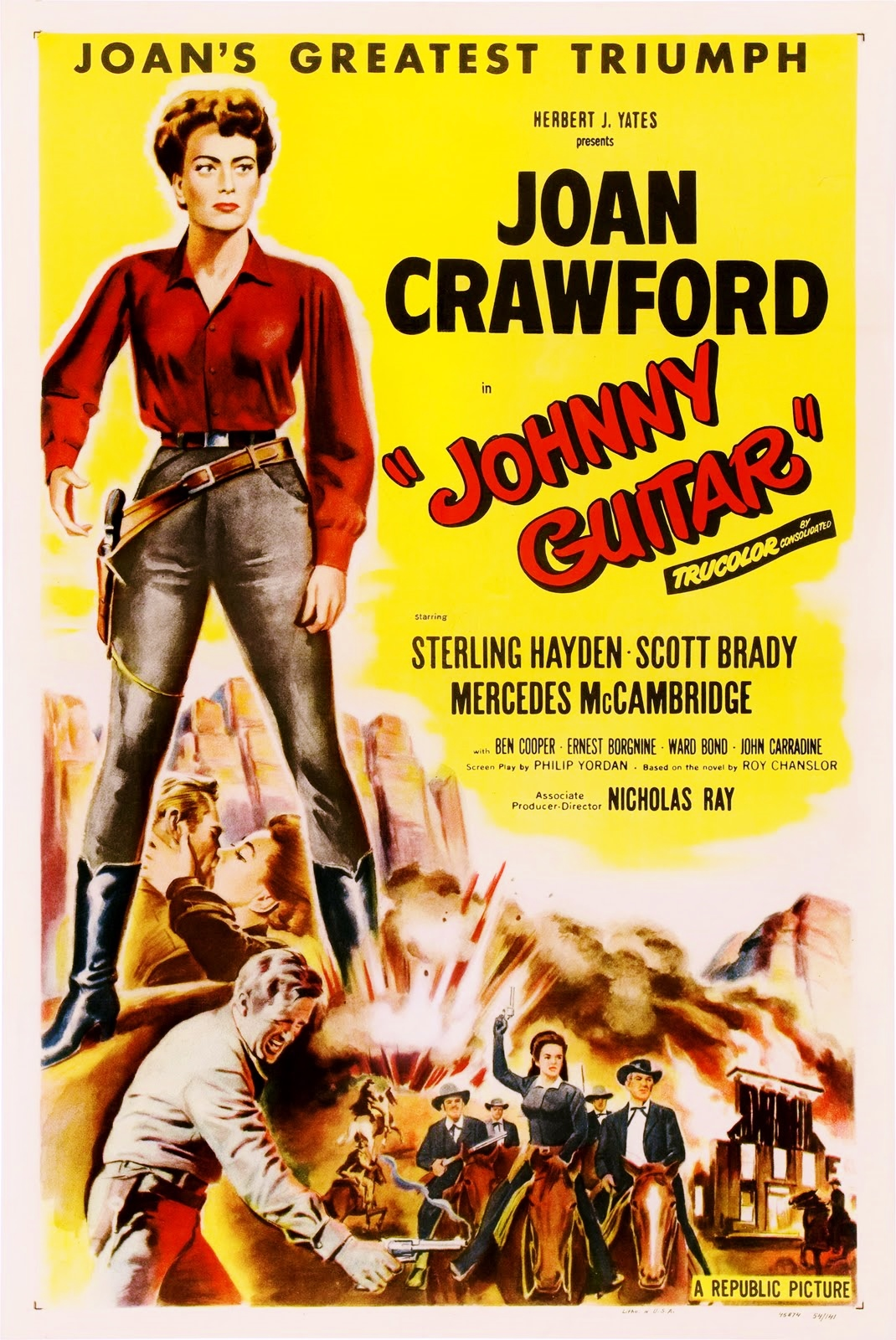
A curta-metragem evoca o westen Johnny Guitar (1954).

A curta-metragem é notável pelo modo como traça relações entre som e imagem, corpo e memória, gesto e afeto, através das referências cinéfilas que Monteiro faz, entre outras, a uma cena particular entre os personagens de Joan Crawford e Sterling Hayden no filme de 1954 Johnny Guitar de Nicholas Ray. Esta cena tem sido bastante comentada e evocada por cinéfilos como François Truffaut e Jean-Luc Godard. No livro Through the Glass Darkly: Cinephilia Reconsidered, os autores Paul Willemen e Noel King associam-na a uma sensação de epifania e excesso.
A curta-metragem de Monteiro é segmentada em três takes gravados em três espaços distintos, condensando a progressão espacial e temporal da cena em Johnny Guitar, que se desenvolve apenas em duas seções do salão de Vienna (personagem de Joan Crawford), mas em três fases diferentes. O uso do CinemaScope por Monteiro maximiza os efeitos das composições de Ray, nomeadamente a sua interação de distância e proximidade entre corpos. Alguns movimentos do Passeio com Johnny Guitar são coreografados como espelho imaginado por Ray. No entanto, esta evocação não é mera reprodução, uma vez que Monteiro procura expandir as ressonâncias emocionais associadas à cena e banda sonora.
O primeiro take de Passeio com Johnny Guitar permite identificar o recorrente personagem alter-ego da obra de Monteiro, João de Deus. Na sua crónica em Mubi Notebook, Cristina Álvarez López propõe que um ensaio intitulado Johnny Guitar (1954), Nicholas Ray do crítico João Bénard da Costa, pode ser um elo de ligação entre o filme de Monteiro e Ray, para além das evidências mais óbvias. Nesse texto, Bénard da Costa comenta a receção negativa de Johnny Guitar quando estreou na Europa: "A maioria achou que só gente gravemente perturbada ou gravemente analfabeta podia gostar" do filme. Assim, faz sentido que João de Deus, o pária social por excelência, figura que se rebela contra a opinião dominante e ordem burguesa, seja considerado o público-alvo deste filme. 
No segundo take da curta-metragem, diante da câmara, João de Deus caminha timidamente em direção à janela, de onde olha para a sua jovem vizinha no apartamento da frente. Este plano recupera uma temática recorrente dos filmes de Monteiro acerca da acessibilidade do desejo e erotismo deificado. Neste momento, ecoa o diálogo de Johnny Guitar entre Vienna e o seu amante de outrora, Logan. No seu ensaio sobre o filme, Bénard da Costa escreve que "reduzido a escrito [e] a seco, o diálogo é confrangedoramente banal". Assim, em Passeio com Johnny Guitar, são precisamente as qualidades afetivas e rítmicas da banda sonora de Ray que arrebatam João de Deus. Impulsionado pelas entonações, pausas e acelerações do diálogo, enredado nos ciclos e modulações da música, o personagem movimenta-se ou faz pausas no espaço. As qualidades deste trecho sonoro expandem-se através do corpo do personagem, bem como do filme. O que ouvimos corresponde a um fragmento de película que o protagonista tem alojado na cabeça. O que vemos, sendo que João é também tornado espectador, é um filme dentro do filme. E se o som é um citação direta do filme de Ray, a imagem é uma referência a Rear Window, de Alfred Hitchcock.
Num último take de Passeio com Johnny Guitar, João de Deus fuma à janela perante uma vista artificial e expressionista da cidade de Lisboa: um plano de fundo preto e branco, imbuído de tons de azul, com apenas alguns telhados exibindo manchas avermelhadas. Quando a linha final do diálogo da cena Johnny Guitar é ouvida, João de Deus sai de plano, em busca de alguma forma de sociabilidade, coincidindo com uma nova configuração na mise en scène de Johnny Guitar na qual Vienna deixa a sua posição na janela. Na curta de Monteiro segue-se a chegada de um amanhecer. Este momento foi comparado por López com Le rayon vert de Éric Rohmer, uma vez que apesar da menor escala, envolve movimentos complementares: a saída do personagem do plano, uma abertura a visão dos espetadores para a paisagem da cidade; uma ligeira nitidez da definição focal da imagem; o lento avanço da câmara; a primeira luz do dia transformando o cenário. Esta imagem é também evocativa do final de Nosferatu de F.W. Murnau onde, por uma janela aberta, vemos as primeiras luzes do dia tingindo os telhados dos edifícios, pouco antes de o vampiro desaparecer. O amanhecer assistido pela janela de João de Deus, surge em sincronia com o beijo entre os personagens Vienna e Johnny no Hotel Aurora e o do casal protagonista no final de Sunrise: A Song of Two Humans de Murnau (1927). Em Passeio com Johnny Guitar, as casas, chaminés, árvores e telhados adquirem uma variedade de cores - como se uma decoração noturna pintada tivesse sido substituída por uma paisagem diurna real.

## Distribuição
Após a sua estreia em 1995, o filme foi exibido, acima de tudo, no contexto de festivais de cinema, dos quais se destacam: 
- Festival de Cannes (França, 1 de maio de 1996)[16]
- Vienalle (Áustria, 1996)[17]
- Stockholm International Film Festival (Suécia, 1996)[18]
- Festival Internacional de Cinema de Roterdão (Holanda, 1997)[19]
- Curtas Vila do Conde (Portugal)[5]
- Córtex: Festival de Curtas-Metragens de Sintra (Portugal, 10 de outubro de 2013)[20]
- 20ª Mostra Internacional de Cinema de São Paulo (Brasil, 22 de outubro de 2014)[21]
- Festival Márgenes: 14.ª Mostra de Cultura Portuguesa em Espanha (Espanha, dezembro de 2016)[22]

## Crítica
A crítica especializada elogiou Passeio com Johnny Guitar, enquanto objeto cinematográfico singular. Para o crítico de cinema e programador Ricardo Vieira Lisboa, este é um dos melhores filmes portugueses de sempre. Carlos Miranda (Cinemaville) elogia as imagens solitárias e melancólicas. No seu texto no Notebook da Mubi, Cristina Álvarez López caracteriza a obra como "um ótimo filme para se entender o que é a cinefilia", acrescentando que a mesma "consegue percorrer uma grande distância em apenas três minutos e meio." João Lameira em À pala de Walsh escreve que do trio de curtas-metragens surgidas a partir de A Comédia de Deus, "destaca-se claramente O Passeio com Johnny Guitar, em que se ouve o famosíssimo diálogo entre Sterling Hayden e Joan Crawford do esdrúxulo western de Nicholas Ray".
Uma vez integrando a seleção oficial de curtas do Festival de Cannes, Passeio com Johnny Guitar competiu para a Palma de Ouro de curta-metragem, mas não viria a sair vencedor do prémio.